# Orange Walk People's Stadion
Het Orange Walk People's Stadion is een multifunctioneel stadion in Orange Walk, Belize. Het stadion wordt vooral gebruikt voor voetbalwedstrijden. De voetbalclub Juventus FC maakt gebruik van dit stadion. In het stadion is plaats voor 4.500 toeschouwers.